# Okapy (Rudawy Janowickie)
Okapy – skały w południowo-zachodniej Polsce, w Sudetach Zachodnich, w Rudawach Janowickich, na Janowickim Grzbiecie.

## Położenie
Okapy są jedną ze skałek w grupie Czartówka. Ta ostatnia położona jest w Sudetach Zachodnich, w północnej części Rudaw Janowickich, we wschodniej części Janowickiego Grzbietu, tuż pod grzbietem odchodzącym od Świniej Góry na północny zachód, ku Lwiej Górze, w rejonie przełęczy oddzielającej oba wzniesienia, na wysokości ok. 670 m n.p.m..
Obok znajduje się wiele drobnych skałek i bloków, w szerszej okolicy występują: Obła, Mniszek, Diabelski Kościół, Pieklisko, Starościńskie Skały, Strużnickie Skały.

## Charakterystyka
Okapy stanowią pierwszą skałkę od północnego zachodu, o charakterystycznym kształcie, od którego pochodzi jej nazwa. W tym samym ciągu skałek znajduje się też Mostek.
W drugim zgrupowaniu znajdują się: Przewiecha, Ambona, Mur. Skały oraz leżące wokół bloki zbudowane są z granitu karkonoskiego. Pocięte są ukośnie biegnącymi spękaniami ciosowymi.

## Ochrona przyrody
Skałki znajdują się w Rudawskim Parku Krajobrazowym.

## Turystyka
Niedaleko, za Piekliskiem, biegnie   (niebieski) szlak turystyczny będący fragmentem Europejskiego Szlaku E3 prowadzącego z Trzcińska na Skalnik przez Wołek.